# Lepanthes acuminata
Lepanthes acuminata är en orkidéart som beskrevs av Rudolf Schlechter. Lepanthes acuminata ingår i släktet Lepanthes och familjen orkidéer.

## Underarter
Arten delas in i följande underarter:
- L. a. acuminata
- L. a. ernestii